# تورنمنت ریو-سائو پائولو
تورنمنت ریو-سائو پائولو (به پرتغالی: Torneio Rio-São Paulo) نام یک رقابت فوتبال سنتی در برزیل بود که بین تیم‌های دو ایالت سائوپائولو و ریودوژانیرو از سال ۱۹۳۳ تا ۱۹۶۶، در سال ۱۹۹۳ و همچنین از سال ۱۹۹۷ تا ۲۰۰۲ برگزار شد.
از سال ۲۰۰۰ تا ۲۰۰۲، قهرمان تورنمنت ریو-سائوپائولو جواز حضور در کوپا دوس کامپئوس را دریافت می‌کرد.

## قهرمانان

### بر اساس باشگاه
| رتبه | باشگاه       | قهرمانی | سال‌های قهرمانی                               | نایب‌قهرمانی | سال‌های نایب‌قهرمانی                       |
| ---- | ------------ | ------- | -------------------------------------------- | ----------- | ---------------------------------------- |
| ۱    | کورینتیانس   | ۵       | ۱۹۵۰، ۱۹۵۳، ۱۹۵۴، ۱۹۶۶ (مشترک)، ۲۰۰۲         | ۳           | ۱۹۵۱، ۱۹۶۳، ۱۹۹۳                         |
| ۱    | پالمیراس     | ۵       | ۱۹۹۳، ۱۹۵۱، ۱۹۶۵، ۱۹۹۳، ۲۰۰۰                 | ۱           | ۱۹۹۵                                     |
| ۱    | سانتوس       | ۵       | ۱۹۵۹، ۱۹۳۶، ۱۹۶۴ (مشترک)، ۱۹۶۶ (مشترک)، ۱۹۹۷ | ۱           | ۱۹۹۹                                     |
| ۴    | بوتافوگو     | ۴       | ۱۹۶۲، ۱۹۶۴ (مشترک)، ۱۹۶۶ (مشترک)، ۱۹۹۸       | ۳           | ۱۹۶۰، ۱۹۶۱، ۲۰۰۱                         |
| ۵    | واسکو دوگاما | ۳       | ۱۹۵۸، ۱۹۶۶ (مشترک)، ۱۹۹۹                     | ۷           | ۱۹۵۰، ۱۹۵۲، ۱۹۵۳، ۱۹۵۷، ۱۹۵۹، ۱۹۶۵، ۲۰۰۰ |
| ۶    | فلومیننزه    | ۲       | ۱۹۵۷، ۱۹۶۰                                   | ۱           | ۱۹۵۴                                     |
| ۶    | پورتوگیزا    | ۲       | ۱۹۵۲، ۱۹۵۵                                   | ۰           | -                                        |
| ۸    | سائوپائولو   | ۱       | ۲۰۰۱                                         | ۴           | ۱۹۳۳، ۱۹۶۲، ۱۹۹۸، ۲۰۰۲                   |
| ۸    | فلامینگو     | ۱       | ۱۹۶۱                                         | ۳           | ۱۹۵۷، ۱۹۵۸، ۱۹۹۷                         |

### بر اساس ایالت
| رتبه | ایالت       | قهرمانی |
| ---- | ----------- | ------- |
| ۱    | سائوپائولو  | ۱۸      |
| ۲    | ریودوژانیرو | ۱۰      |